# یواس‌اس وال (اس‌اس-۲۳۹)
یواس‌اس وال (اس‌اس-۲۳۹) (به انگلیسی: USS Whale (SS-239)) یک زیردریایی بود که طول آن ۳۱۱ فوت ۹ اینچ (۹۵٫۰۲ متر) بود. این زیردریایی در سال ۱۹۴۲ ساخته شد.